# Chinese bronsinscripties

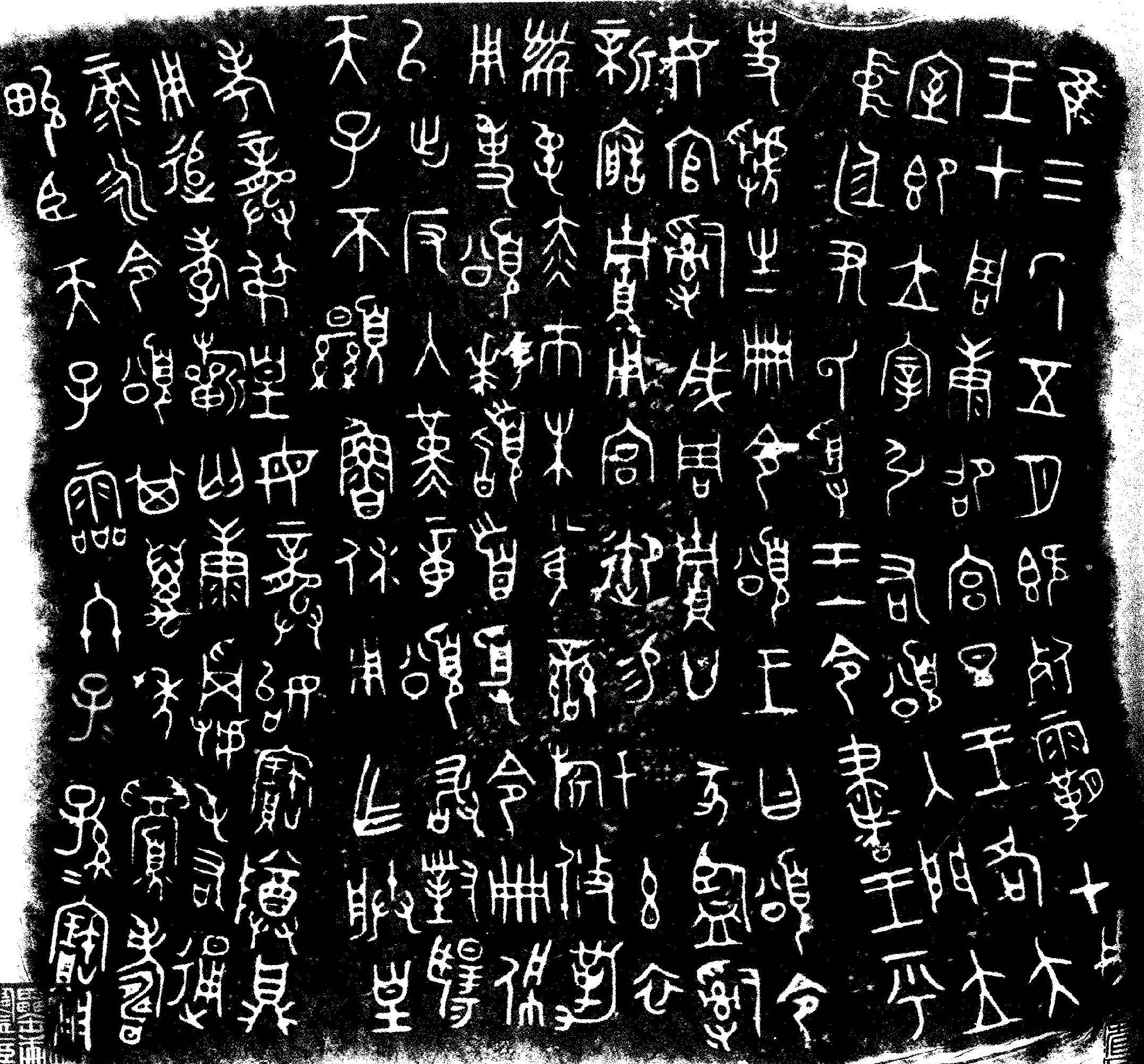
Inscripties op de Shisong ding (史颂鼎), een koperen ketel uit de Westelijke Zhou-dynastie.

Met Chinese bronsinscripties (Chinees: 金文, metalen schrift) worden de schriftsoorten bedoeld waarin inscripties zijn geschreven die zich bevinden op oud-Chinees bronzen vaatwerk. De teksten stammen met name uit de Vroege Zhou-tijd. Zij beschrijven militaire overwinningen en bezegelden benoemingen door de Zhou-heerser. Samen met de inscripties op orakelbotten uit de Shang-tijd vormen zij de oudste geschreven Chinese historische bronnen. Het schrift is een directe voorloper van het huidige Chinees schrift.